# Adamów (gmina, Zamość)
Pour les articles homonymes, voir Adamów.
Adamów est une gmina rurale (gmina wiejska) du powiat de Zamość, dans la Voïvodie de Lublin, dans l'est de la Pologne.
Son siège administratif (chef-lieu) est le village d'Adamów, qui se situe environ 16 kilomètres (km) au sud-ouest de Zamość (siège du powiat) et 84 kilomètres au sud-est de la capitale régionale Lublin (capitale de la voïvodie).
La gmina couvre une superficie de 110,55 km2 pour une population de 5 058 habitants en 2006.

## Histoire
De 1975 à 1998, la gmina est attachée administrativement à l'ancienne voïvodie de Zamość.

Depuis 1999, elle fait partie de la nouvelle voïvodie de Lublin.

## Géographie
La gmina inclut les villages (sołectwa) de:

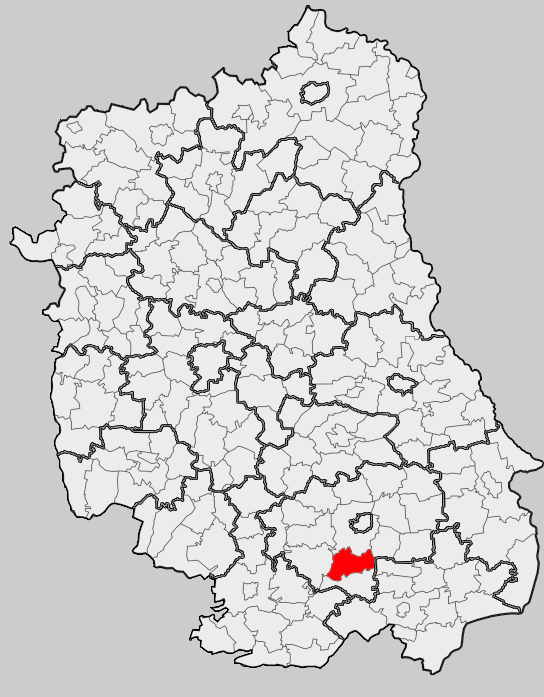
Position de la gmina dans la voïvodie

- Adamów
- Bliżów
- Bondyrz
- Boża Wola
- Bródki
- Czarnowoda
- Feliksówka
- Grabnik
- Jacnia
- Malinówka
- Potoczek
- Rachodoszcze
- Suchowola
- Suchowola-Kolonia
- Szewnia Dolna
- Szewnia Górna
- Trzepieciny

### Gminy voisines
La gmina d'Adamów est voisine des gminy de
- Krasnobród
- Krynice
- Łabunie
- Zamość
- Zwierzyniec

## Structure du terrain
D'après les données de 2002, la superficie de la commune d'Adamów est de 110,55 kilomètres carrés, répartis comme telle :
- terres agricoles : 56%
- forêts : 41%

La commune représente 5,9% de la superficie du powiat.

## Démographie
Données du 30 juin 2004:
| Description        | Total  | Total | Femmes | Femmes | Hommes | Hommes |
| ------------------ | ------ | ----- | ------ | ------ | ------ | ------ |
| Unité              | Nombre | %     | Nombre | %      | Nombre | %      |
| Population         | 5 145  | 100   | 2 600  | 50,5   | 2 545  | 49,5   |
| Densité (hab./km²) | 46,5   | 46,5  | 23,5   | 23,5   | 23     | 23     |